# Плит, Уильям
Уильям Плит (англ. William Pleeth; 12 января 1916[…], Лондон — 6 апреля 1999[…], Лондон) — британский виолончелист.

## Биография
Родился в семье еврейских эмигрантов из Польши. В 10-летнем возрасте поступил в Лондонскую школу виолончелистов Херберта Уоленна, затем на протяжении двух лет учился в Лейпциге у Юлиуса Кленгеля, уже к 15 годам достигнув впечатляющих успехов. В 1932 г. в Лейпциге начал выступать в концертах; известно, в частности, исполнение квартета для четырёх виолончелей Кленгеля с участием самого Кленгеля, Плита и двух его соучеников: Фрица Шертеля и Эммануэля Фойермана.
В 1933 г. Плит дал первый концерт в Лондоне; рубежным для его карьеры стало исполнение в 1940 г. в трансляции радио BBC концерта Роберта Шумана (с симфоническим оркестром BBC под управлением Адриана Боулта). Однако в дальнейшем Плит предпочёл ансамблевую карьеру, хотя и оставил ряд записей как солист (в частности, сонаты Бетховена и Концертную симфонию для скрипки и виолончели с оркестром Моцарта). В 1936—1941 гг. он выступал в квартете Гарри Блеха, в 1940-е гг. играл в составе фортепианного трио с Эдмундом Рабброй (партию скрипки исполняли в разное время Норберт Брайнин и Эрих Грюнберг), а в 1953 г. стал одним из основателей Аллегри-квартета и выступал в его составе до 1967 года.
В 1948—1978 гг. Плит был профессором виолончели в Гилдхоллской школе музыки, а с 1977 г. преподавал в Школе Иегуди Менухина. Лекции и семинары Плита в школе Менухина легли в основу его книги «Виолончель» (англ. Cello, переиздана 2001), адресованной уже достаточно зрелым исполнителям, совершенствующим своё мастерство, и содержащей как практические советы, так и основы исполнительской философии. Плита называли «одним из величайших виолончелистов-педагогов столетия». Наиболее знаменитой его ученицей была Жаклин дю Пре. Среди других воспитанников Плита — Колин Карр, Роберт Коэн, а также его собственный сын Энтони Плит. Музыкантами стали и внучки Плита Тэтти Тео (виолончель) и Люси Тео (альт).